# Araki Takeshi

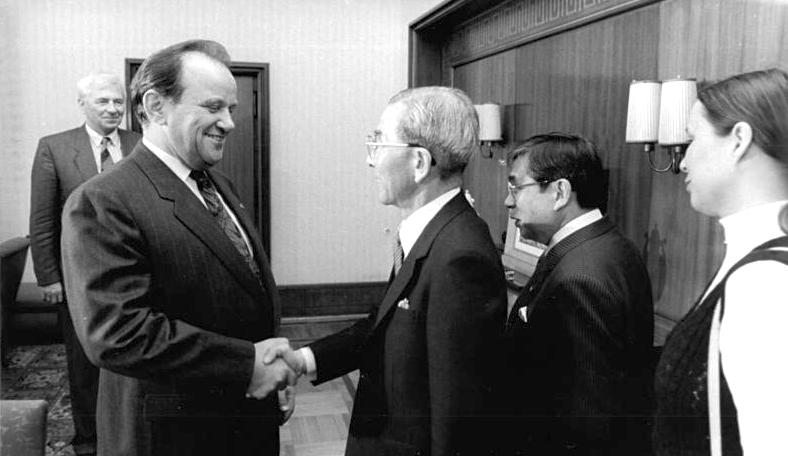
Araki Takeshi (M.) und Motoshima Hitoshi (r.) treffen den Ost-Berliner Oberbürgermeister Erhard Krack (l.)

Araki Takeshi (jap. 荒木 武; * 4. März 1916 in Misasa, Landkreis Asa (heute: Hiroshima), Präfektur Hiroshima; † 17. Juni 1994) war ein japanischer Politiker.
Takeshi Araki wurde 1916 im heutigen Bezirk West der Stadt Hiroshima geboren. Nach seinem Studium an der rechtswissenschaftlichen Fakultät der Kaiserlichen Universität Tokio arbeitete er für Mitsubishi Jūkōgyō. Während des Zweiten Weltkrieges arbeitete er bis 1940 in Nagasaki im Stadtteil Urakami. Zur Zeit der Atombombenabwürfe hielt er sich in einer Fabrik in Hiroshima auf und überlebte so. Er erkrankte jedoch noch im selben Monat an der Strahlenkrankheit.
1947 wurde er Mitglied des Rates der Stadt Hiroshima, 1951 Abgeordneter im Präfekturparlament von Hiroshima, dem er für drei Legislaturperioden angehörte.
Araki war von 1975 bis 1991 Bürgermeister von Hiroshima. In seiner Amtszeit wurde die Stadt Hiroshima 1980 zur seirei shitei toshi, zur „Großstadt per Regierungserlass“, aufgewertet. Er setzte sich für die Abschaffung von Nuklearwaffen ein. Weltweite Aufmerksamkeit erfuhren seine jährlich am 6. August stattfindenden dies betreffenden Appelle. Auf seine Initiative hin wurde 1982 die internationale Organisation Mayors for Peace gegründet.
Araki starb 1994 im Alter von 78 Jahren infolge einer Lungenentzündung.